# 모스크바 총대주교 키릴
모스크바 및 전 루스 총대주교 키릴(러시아어: Кирилл, Патриарх Московский и всея Руси, 문화어: 끼릴, 1946년 11월 20일~ )은 러시아 정교회의 제17대 총대주교이다. 키릴은 1946년 11월 20일 소비에트 연방 레닌그라드에서 태어났으며, 원래 이름은 블라디미르 미하일로비치 군댜예프(러시아어: Влади́мир Миха́йлович Гундя́ев)이다. 1984년 12월 26일 스몰렌스크와 칼리닌그라드의 관구장 주교가 되었으며, 1989년 11월에는 러시아 정교회의 다른 기독교 교파들과의 관계를 맡은 부서의 의장과 주교회의의 종신 위원을 역임하였다. 2009년 2월 1일부터 러시아 정교회의 수장(총대주교)를 맡고 있다.
| 전임 알렉시 2세 | 제17대 모스크바 총대주교 2009년 - |  |